# Mirisi, zlato i tamjan (predstava)
Predstava Mirisi zlato i tamjan antologijska je predstava hrvatskog glumišta premijerno izvedena 14. siječnja 1974. Posljednji put je odigrana 1994. godine, te je jedna od najdugovječnijih hrvatskih kazališnih predstava. 
Predstava je postavljena prema romanu Slobodana Novaka, te u dramatizaciji i režiji Božidara Violića, a postavljenja je tijekom zlatnog razdoblja dok je na čelu Teatra &TD bio Vjeran Zuppa.
Redatelj Božidar Violić zapisao je kako je predstava u svom izvornom obliku izvedena samo prvi put. U suradnji s redateljem i direktorom kazališta Slobodan Novak upozorio je na najoštriji dio teksta, koji u knjizi može proći i prošao je ali, izgovoren u predstavi (tada) nije mogao. Na svoju inicijativu i u dogovoru, samostalno je nadopisao nov dio teksta. Kasnije se pokazalo da je netko iz Gradskog komiteta SKH javio da se iz drugoga dijela predstave treba izbaciti upravo taj prizor. Onaj, u kojem Erminija prepričava bratove tvrdnje da revolucionari mogu izgubiti samo okove a dobiti sve što hoće što za nju znači da je to egoizam, a ne komunkomunizam. Unatoč unesenim izmjenama, drugovi iz komiteta tjednima su dolazili, piše Violić, i provjeravali «podnošljivost» predstave. U stvari, dolazili su u stalno novim cenzorskim sastavima s jedinstvenim nalogom da predstavu zabrane, kako piše Slobodan Novak u "Protimbama". No, dolazili su mrki a odlazili nasmijani. Glavnu ulogu Madone igrala je Nada Subotić. Izet Hajdarhodžić bio je Mali, a Marija Kohn Erminija. U epizodnim ulogama su bili Tanja Knezić, Ljubo Kapor, Drago Krča, te Ivka Dabetić. Nakon nekoliko sezona Izeta Hajdarhodžića je zamijenio Ivica Vidović. 